# Огайо
Ога́йо (англ. Ohio, американское произношение: [oʊˈhaɪoʊ] (слушать)о файле) — штат на востоке Среднего Запада США. Штат, первоначально относившийся к Северо-Западным территориям, был принят в состав США 17-м по счёту, 1 марта 1803 года. Его официальное прозвище — «Штат конского каштана». Столица штата и крупнейший город — Колумбус. В США штат занимает десятое место по плотности населения.
Название «Огайо» произошло от ирокезского слова «ohi-yo’», что означает «большая река».
Правительство Огайо состоит из исполнительной власти во главе с губернатором, законодательной власти, которая включает Генеральную ассамблею Огайо, и судебной власти, на вершине которой в штате находится Верховный суд. В настоящее время представители Огайо занимают 18 мест в Палате представителей США.
Восемь президентов США являются выходцами из Огайо. Это 9-й президент Уильям Гаррисон, 18-й президент Улисс Симпсон Грант, 19-й — Ратерфорд Берчард Хейс, 20-й — Джеймс Абрам Гарфилд, 23-й — Бенджамин Гаррисон, 25-й — Уильям Мак-Кинли, 27-й — Уильям Хауард Тафт и 29-й президент Уоррен Гардинг.
Шутливое прозвище штата Огайо — Yankee State (в переводе с англ. — «Штат янки»).

## История
В древности на территории нынешнего штата были последовательно представлены культуры Адена, Хоупвелл и Форт-Эйншент, этническая принадлежность которых неясна. Со временем это пространство заселили представители алгонкинских народов (в основном), а также сиу и ирокезы.
Освоение территории Огайо европейцами началось в XVIII веке с французских переселенцев, которые основали ряд поселений для закупки пушнины у местного индейского населения. После войны Великобритании с Францией в 1755—1763 гг. территория Огайо отошла под контроль англичан, а впоследствии, по итогам Версальского мирного договора 1783 года, стала принадлежать колонистам, выигравшим войну за независимость.
В 1835—1836 гг. у Огайо был территориальный спор с Мичиганом, который препятствовал (с подачи Огайо) принятию Мичигана в состав США.

## Население
В 1800 году на территории Огайо насчитывалось чуть более 45 тысяч жителей. Затем население росло со скоростью свыше 10 % за десятилетие, и на момент переписи 1970 года было зарегистрировано немногим более 10 650 000 человек. В течение следующих трех десятилетий рост замедлился, и в 2000 году население в Огайо составляло около 11 350 000 человек. По состоянию на 1 июля 2011 года оно оценивалось в 11 544 951 (по данным Бюро переписи населения США). По темпам роста численности населения Огайо отстаёт от остальных штатов.

## География
Географическое положение штата Огайо оказалось очень удобным для экономического роста и расширения.
Большая часть штата расположена на равнинной местности.

### Административное устройство
В штате Огайо 88 округов. Столица штата Колумбус занимает большую часть округа Франклин.

### Климат
На территории большей части штата установился влажный континентальный климат (по классификации климатов Кёппена Dfa/Dfb) за исключением южных округов региона Блюграсс, расположенных на северной периферии субтропического океанического климата (Cfa) и региона Верхнего Юга. Лето обычно жаркое и влажное, зима, как правило, варьирует от прохладной до холодной. Количество осадков умеренное на протяжении всего года. Экстремальные погодные условия не редкость для Огайо, хотя в этом штате происходит меньше смерчей, чем в штатах расположенных в аллее торнадо.
| Город      | Июль(°C) | Январь(°C) |
| ---------- | -------- | ---------- |
| Атенс      | 29/16    | 4/-6       |
| Кантон     | 28/16    | 1/-7       |
| Цинциннати | 30/19    | 3/-5       |
| Кливленд   | 28/18    | 1/-5       |
| Колумбус   | 29/18    | 2/-5       |
| Дейтон     | 31/19    | 2/-5       |
| Толидо     | 29/17    | 0/-7       |

### Города
См. также категорию «Города Огайо»

### Землетрясения
Более 200 землетрясений с магнитудой 2,0 или выше произошли в Огайо с 1776 года. Лишь немногие из них были зарегистрированы как заметные для среднего жителя.

## Политика
Правительство штата Огайо состоит из исполнительной, законодательной и судебной ветвей власти.
Исполнительную власть возглавляет губернатор штата Огайо. С 2019 года действующим губернатором является республиканец Майк Девайн. Вице-губернатор замещает губернатора в случае его отстранения от должности и выполняет любые обязанности, возложенные губернатором Должность вице-губернатора в настоящее время вакантна в связи с уходом Джона Хюстеда с поста сенатора США. Другими выборными по конституции должностями в исполнительной власти являются государственный секретарь (Фрэнк Лароуз), аудитор (Кит Фабер), казначей (Роберт Спрэгью) и генеральный прокурор (Дэйв Йост). В исполнительной власти насчитывается 21 административный департамент штата.
Генеральная ассамблея штата Огайо является двухпалатным законодательным органом, состоящим из Сената и Палаты представителей. Сенат состоит из 33 округов, каждый из которых представлен одним сенатором, каждый из которых представляет приблизительно 330 000 избирателей. Палата представителей состоит из 99 членов. Республиканская партия является партией большинства в обеих палатах по состоянию на избирательный цикл 2022 года.
Для того чтобы законопроект стал законом, он должен быть принят обеими палатами Генеральной Ассамблеи и подписан губернатором. Если губернатор накладывает вето на законопроект, Генеральная Ассамблея может отменить его большинством в 3/5 голосов обеих палат. Законопроект также станет законом, если губернатор не подпишет его или не наложит на него вето в течение 10 дней с момента его представления. Законы о сессиях публикуются в Law of Ohio. Они, в свою очередь, были кодифицированы в Пересмотренном кодексе штата Огайо. Генеральная ассамблея, с одобрения губернатора, определяет границы округов в Конгрессе США для 16 мест в Палате представителей от штата Огайо. Совет по распределению мест в законодательном собрании штата Огайо определяет границы округов в законодательном собрании штата Огайо.
Существует три уровня судебной системы штата Огайо. Самый низкий — это суд общей юрисдикции: в каждом округе есть свой собственный конституционный суд общей юрисдикции, который обладает юрисдикцией в отношении «всех вопросов, подлежащих рассмотрению в судебном порядке». Судебной системой среднего уровня является окружная судебная система. Существует двенадцать апелляционных судов, каждый из которых обладает юрисдикцией в отношении апелляций, поданных в суды общей юрисдикции, муниципальные и окружные суды в определённой географической зоне. Решение по делу, рассматриваемому в рамках этой системы, принимается коллегией из трех судей, и каждый судья избирается.
Высшим судебным органом штата является Верховный суд Огайо. В состав суда входит коллегия из семи судей, которая по своему усмотрению рассматривает апелляции, поступающие из апелляционных судов, и сохраняет первоначальную юрисдикцию в отношении ограниченного числа дел.

## Экономика
Наиболее известная промышленная фирма — Eaton (авиакосмическая, трансформаторная промышленность, автопром). В городе Кантон расположена штаб-квартира компании Diebold — крупнейшего производителя банкоматов.
Также развиты сельское хозяйство, добыча каменного угля, чёрная металлургия, машиностроение, производство самолётов и автомобилей, химикатов, резины, офисного оборудования, переработка нефти.

## Архитектура
В Огайо расположены несколько десятков небоскрёбов. Два самых высоких здания штата — Key Tower (289 м) и Terminal Tower (235 м) — находятся в Кливленде. Третье по высоте здание штата, Великая американская башня на площади Куин-Сити (203 м), расположено в Цинциннати.

## Побратимы
- Тайвань, Китайская Республика[25]

## В астрономии
В честь Огайо назван астероид (439) Огайо, открытый 13 октября 1898 года американским астрономом, уроженцем Огайо Эдвином Коддингтоном в Ликской обсерватории.

## Происшествия
3 февраля 2023 года в штате произошло крушение поезда, вызвавшее экологическую катастрофу в регионе.